# Часів Яр (станція)
Ча́сів Яр — вантажна залізнична станція Лиманської дирекції Донецької залізниці на лінії Краматорськ — Ступки між станціями Краматорськ (30 км) та Ступки (16 км). Розташована в місті Часів Яр Бахмутського району Донецької області. Пасажирське сполучення не здійснюється з початку 2000-х років.

## Історія
Станція відкрита 1878 року.

### Російсько-українська війна

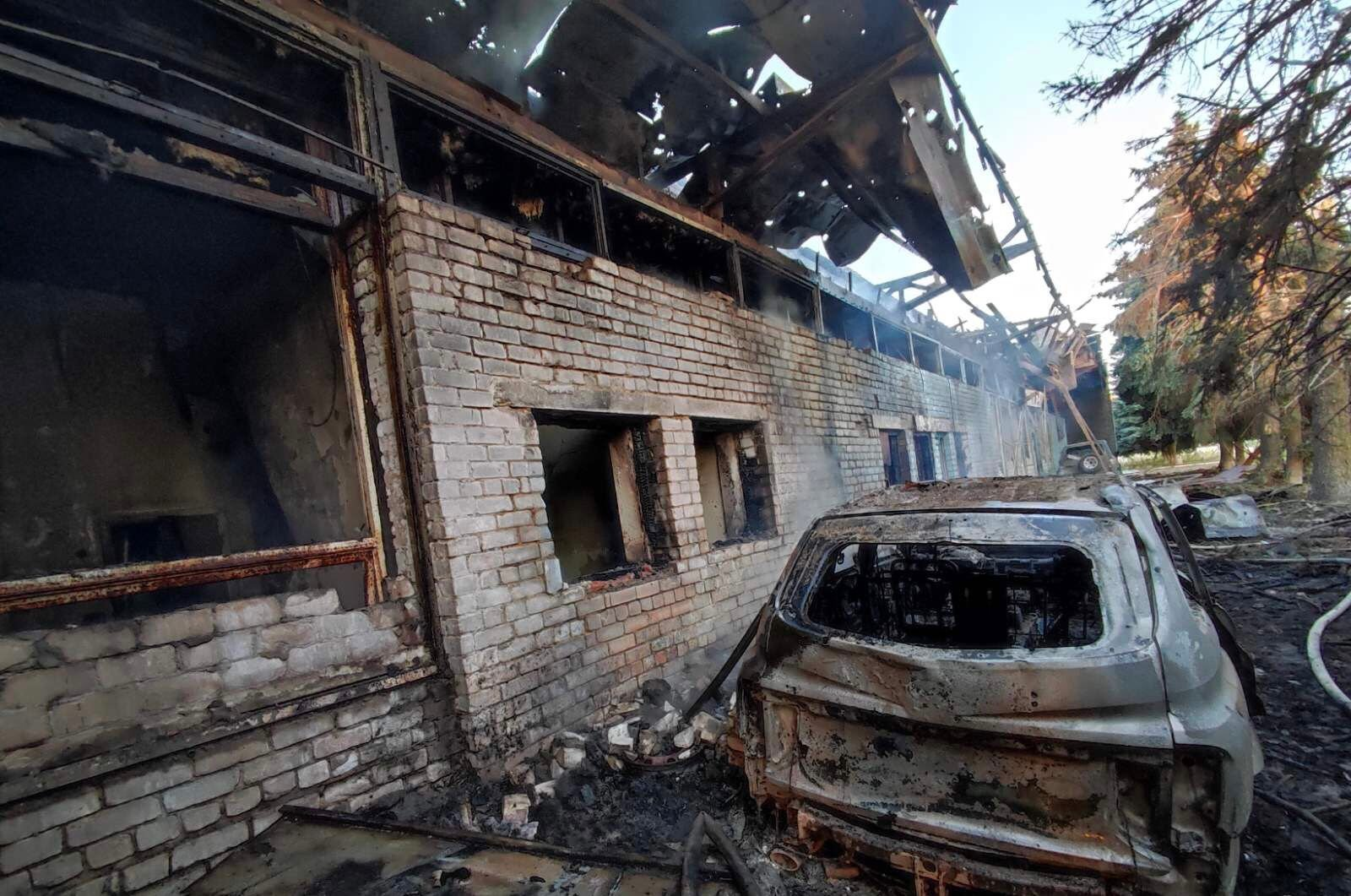
Знищена будівля вокзалу російськими окупантами (9 липня 2020)

9 липня 2022 року, о 04:50, російські окупанти під час обстрілів Донецької області, зокрема у місті Часів Яр, завдали ракетний удар по залізничній інфраструктурі, внаслідок якого знищена вщент одноповерхова будівля залізничного вокзалу (не експлуатувався з 2014 року), декілька осіб отримали легкі контузії.